# Spermacoce sociata
Spermacoce sociata là một loài thực vật có hoa trong họ Thiến thảo. Loài này được (Span.) Boerl. miêu tả khoa học đầu tiên năm 1891.